# Neoheterocerus gnatho
Neoheterocerus gnatho är en skalbaggsart som först beskrevs av Leconte 1863.  Neoheterocerus gnatho ingår i släktet Neoheterocerus och familjen strandgrävbaggar. Inga underarter finns listade i Catalogue of Life.